# Liste des cathédrales de l'Amapá
Cet article recense les cathédrales de l'Amapá au Brésil.

## Généralités
L'État de l'Amapá est administré par un unique diocèse : on y compte une seule cathédrale.

## Liste
| Édifice           | Ville  | Diocèse     | Coordonnées                        | Illus. |
| ----------------- | ------ | ----------- | ---------------------------------- | ------ |
| Saint-Joseph (pt) | Macapá | Macapá (pt) | 0° 02′ 11″ nord, 51° 03′ 21″ ouest |        |